# Strategische Bahn Charlottenhof–Lasów
| Streckennummer: | 6597                 |                                                      |                                                      |
| Kursbuchstrecke: | —                    |                                                      |                                                      |
| Streckenlänge: | 4,5 km               |                                                      |                                                      |
| Spurweite: | 1435 mm (Normalspur) |                                                      |                                                      |
| Streckenklasse: | C4                   |                                                      |                                                      |
| |                      |                                                      |                                                      |
| \| \| \| von Berlin Görlitzer Bf \| \| \| \| −0,106 \| Charlottenhof (Oberlausitz) \| Charlottenhof (Oberlausitz) \| \| \| \| nach Görlitz \| \| \| \| 0,120 \| Kreuzung mit Feldbahn Kalkwerk Ludwigsdorf \| Kreuzung mit Feldbahn Kalkwerk Ludwigsdorf \| \| \| 0,300 \| Anschluss NVA Ostritz \| Anschluss NVA Ostritz \| \| \| \| Ober-Neundorf \| \| \| \| 2,734 \| \| \| \| \| 3,290 \| Lausitzer Neiße (Militärbrücke bei Bedarf einbaubar) \| Lausitzer Neiße (Militärbrücke bei Bedarf einbaubar) \| \| \| \| \| \| \| \| \| von Zgorzelec \| \| \| \| 6,310 \| Lasów \| Lasów \| \| \| \| nach Węgliniec \| \| |                      |                                                      |                                                      |
| Strecke |                      | von Berlin Görlitzer Bf                              | von Berlin Görlitzer Bf                              |
| ehemaliger Bahnhof | −0,106               | Charlottenhof (Oberlausitz)                          | Charlottenhof (Oberlausitz)                          |
| Abzweig ehemals geradeaus und nach rechts |                      | nach Görlitz                                         | nach Görlitz                                         |
| Kreuzung (Strecken außer Betrieb) | 0,120                | Kreuzung mit Feldbahn Kalkwerk Ludwigsdorf           | Kreuzung mit Feldbahn Kalkwerk Ludwigsdorf           |
| Abzweig geradeaus und nach rechts (Strecke außer Betrieb) | 0,300                | Anschluss NVA Ostritz                                | Anschluss NVA Ostritz                                |
| Dienststation / Betriebs- oder Güterbahnhof (Strecke außer Betrieb) |                      | Ober-Neundorf                                        | Ober-Neundorf                                        |
| | 2,734                |                                                      |                                                      |
| Grenze auf Brücke über Wasserlauf (Strecke außer Betrieb) | 3,290                | Lausitzer Neiße (Militärbrücke bei Bedarf einbaubar) | Lausitzer Neiße (Militärbrücke bei Bedarf einbaubar) |
| |                      |                                                      |                                                      |
| Abzweig ehemals geradeaus und von rechts |                      | von Zgorzelec                                        | von Zgorzelec                                        |
| Haltepunkt / Haltestelle | 6,310                | Lasów                                                | Lasów                                                |
| Strecke |                      | nach Węgliniec                                       | nach Węgliniec                                       |

Die Strategische Bahn Charlottenhof–Lasów war eine aus militärischen Gründen erbaute Eisenbahnstrecke in der Oberlausitz zwischen der Deutschen Demokratischen Republik und der Volksrepublik Polen. Die eingleisige Strecke verlief von Charlottenhof an der Bahnstrecke Berlin–Görlitz zur Lausitzer Neiße, wo sie mittels einer im Ernstfall aufzubauenden Militärbrücke ans andere Ufer führen sollte, und weiter zur Bahnstrecke Węgliniec–Zgorzelec bei Lasów.

## Geschichte
Die Staaten des Warschauer Vertrags befürchteten, dass bei einem Kriegsausbruch die Eisenbahninfrastruktur Ziel von Angriffen der NATO-Staaten sein würde. Man rechnete unter anderem mit der Zerstörung von bekannten Eisenbahnbrücken und Verbindungskurven an Knotenpunkten. 1976 entstand im Knoten Görlitz/Horka die 4,5 Kilometer lange Strategische Bahn. Sie war als Ausweichstrecke für die Bahnstrecke Węgliniec–Roßlau vorgesehen. Dem gleichen Zweck diente bereits die Bahnstrecke Horka–Lodenau–Przewóz, jedoch maß man dem Bahnknoten Horka eine derartige Bedeutung bei, dass eine zweite Umfahrungsmöglichkeit angelegt wurde.
Eisenbahnpioniere realisierten die Verbindung einmalig im Rahmen eines Manövers der Warschauer-Vertrags-Staaten 1984. Die Neißebrücke wurde mit ESB-16-Elementen realisiert. Aus dieser Zeit stammt auch das Anschlussgleis zu Panzerdepot und -werkstatt der NVA Ostritz in Charlottenhof. Hier wurden 1993 die letzten Panzer der Nationalen Volksarmee verschrottet.
Auf polnischer Seite wurde die Strecke am 22. April 1993 stillgelegt, auf deutscher Seite am gleichen Tag. Die Anschlussweiche am Streckenkilometer 17,5 der Bahnstrecke Węgliniec–Zgorzelec wurde 2007 ausgebaut.
Im Oktober 2013 wurde die Strecke auf deutscher Seite abgebaut.

## Streckenbeschreibung
Die eingleisige Strecke zweigte nördlich des Bahnhofs Charlottenhof (Oberlausitz) von der Bahnstrecke Berlin–Görlitz ab und führte ostwärts bis zur Ortschaft Ober-Neundorf. Hier endete das Gleis kurz vor der Ortsdurchfahrt an einem Prellbock. Im Kriegsfall sollte eine behelfsmäßige Strecke bis an das Westufer der Lausitzer Neiße führen und hier an den befestigten Brückenköpfen eine Militärbrücke ans Ostufer eingesetzt werden. Auf polnischer Seite begann die Strecke erst abseits der Neißeauen und führte durch die Ortschaft Żarka nad Nysą. Auch hier sollte das Gleisstück zwischen Neißebrücke und Żarka erst im Ernstfall provisorisch eingebaut werden. Bei Żarka musste ein etwa 15 Meter tiefer Einschnitt im Steilhang am Ende des Neißetals gebaut werden. Östlich der Ortschaft mündete die Strecke in die Bahnstrecke Węgliniec–Zgorzelec in Fahrtrichtung Lasów ein.